# Venus clathrata
Espèce
Venus clathrata est une espèce fossile de mollusques bivalves de la famille des Veneridae.

## Historique
L'espèce Venus clathrata est décrite en 1837 par Félix Dujardin (1801-1860).
Elle est connue dans le Miocène de France et d'Autriche.

## Description
Dans sa publication de 1837, Félix Dujardin indique que le spécimen en sa possession mesure environ 34 mm de longueur pour 30 mm de largeur,.

## Systématique
Ne pas confondre cette espèce éteinte, †Venus clathrata Dujardin, 1837, avec les espèces non-éteintes marines :
- Venus clathrata Deshayes, 1854 ; synonyme de Periglypta exclathrata (Sacco, 1900)
- Venus clathrata Röding, 1798 ; synonyme de Chione dysera (Linnaeus, 1758)

### Étymologie
Son épithète spécifique, clathrata, dérive du grec ancien κλᾷθρον, klãithron, « fermeture ».

### Publication originale
- Félix Dujardin, « Mémoire sur les couches du sol en Touraine et description des coquilles de la craie et des faluns », Mémoires de la Société géologique de France, Paris, vol. 2, no 2,‎ 1837, p. 211–311 (ISSN 0369-2027, lire en ligne, consulté le 14 novembre 2024).